# Girona Challenger 2024
Il Girona Challenger 2024, noto anche come Eurofirms Girona - Costa Brava Challenger, è stato un torneo maschile di tennis professionistico. È stata la 2ª edizione del torneo, facente parte della categoria Challenger 100 nell'ambito dell'ATP Challenger Tour 2024, con un montepremi di 120 000 €. Si è giocato dal 25 al 31 marzo 2024 sui campi in terra rossa del Club Tennis Girona di Gerona, in Spagna.

## Partecipanti

### Teste di serie
| Nazionalità | Giocatore               | Ranking* | Testa di serie |
| ----------- | ----------------------- | -------- | -------------- |
| Argentina   | Pedro Cachín            | 79       | 1              |
| Spagna      | Pedro Martínez          | 88       | 2              |
| Cile        | Cristian Garín          | 104      | 3              |
| Spagna      | Albert Ramos Viñolas    | 105      | 4              |
| Francia     | Grégoire Barrère        | 121      | 5              |
| Spagna      | Bernabé Zapata Miralles | 145      | 6              |
| Paesi Bassi | Jesper de Jong          | 151      | 7              |
| Spagna      | Pablo Llamas Ruiz       | 152      | 8              |

* Ranking al 18 marzo 2024.

### Altri partecipanti
I seguenti giocatori hanno ricevuto una wild card per il tabellone principale:
- Nicolás Álvarez Varona
- Alejandro Moro Cañas
- Carlos Taberner

I seguenti giocatori sono entrati in tabellone come alternate:
- Mark Lajal
- Daniel Rincón
- Oriol Roca Batalla
- Marco Trungelliti

I seguenti giocatori sono passati dalle qualificazioni:
- Denis Yevseyev
- Felix Gill
- Dennis Novak
- Abedallah Shelbayh
- Vilius Gaubas
- Gastão Elias

Il seguente giocatore è entrato in tabellone come lucky loser:
- João Sousa

## Punti e montepremi
| Torneo    | Torneo              | V      | F     | SF    | QF    | 2T    | 1T    | Q | Q2  | Q1  |
| Singolare | Punti               | 100    | 50    | 25    | 14    | 7     | 0     | 4 | 2   | 0   |
| Singolare | Premi in denaro (€) | 16 020 | 9 415 | 5 555 | 3 240 | 1 900 | 1 160 | – | 580 | 290 |
| Doppio    | Punti               | 100    | 50    | 25    | 14    | –     | 0     | – | –   | –   |
| Doppio    | Premi in denaro (€) | 6 845  | 4 050 | 2 400 | 1 420 | –     | 800   | – | –   | –   |

## Campioni

### Singolare
Pedro Martínez ha sconfitto in finale  Radu Albot con il punteggio di 7–5, 6–4.

### Doppio
Gonzalo Escobar /  Oleksandr Nedovjesov hanno sconfitto in finale  Jonathan Eysseric /  Albano Olivetti con il punteggio di 7–6(1), 6–4.